# توموكي يوشيدا
توموكي يوشيدا (باليابانية: 吉田朋生؛ بالكانا: よしだ ともき) هو لاعب اتحاد الرغبي ياباني، ولد في 22 فبراير 1982 في كيوتو في اليابان.